# تتسورو ساگاوا
تتسورو ساگاوا (انگلیسی: Tetsurō Sagawa؛ ۲۲ ژانویه ۱۹۳۷ – February 17, 2021 (aged 84)) بازیگر، صداپیشگی در ژاپن، بازیگر تلویزیون، و خواننده اهل ژاپن بود. وی بین سال‌های ۱۹۶۴ تا ۲۰۲۱ میلادی فعالیت می‌کرد.